# Xyris spathifolia
Xyris spathifolia är en gräsväxtart som beskrevs av Robert Kral och Moffett. Xyris spathifolia ingår i släktet Xyris och familjen Xyridaceae.
Artens utbredningsområde är Alabama. Inga underarter finns listade i Catalogue of Life.